# Santiago Hezze
Santiago Hezze (Buenos Aires, 22 ottobre 2001) è un calciatore argentino, centrocampista dell'Olympiacos.

## Caratteristiche tecniche
È un centrocampista centrale.

## Carriera
Cresciuto nel settore giovanile dell'Huracán, ha debuttato in prima squadra il 15 febbraio 2020 disputando l'incontro di Superliga perso 2-0 contro l'Aldosivi.

## Statistiche
Statistiche aggiornate all'8 febbraio 2025.

### Presenze e reti nei club
| Stagione          | Squadra           | Campionato        | Campionato | Campionato | Coppe nazionali | Coppe nazionali | Coppe nazionali | Coppe continentali | Coppe continentali | Coppe continentali | Altre coppe | Altre coppe | Altre coppe | Totale | Totale | Totale |
| Stagione          | Squadra           | Comp              | Pres       | Reti       | Comp            | Pres            | Reti            | Comp               | Pres               | Reti               | Comp        | Pres        | Reti        | Pres   | Reti   |        |
| ----------------- | ----------------- | ----------------- | ---------- | ---------- | --------------- | --------------- | --------------- | ------------------ | ------------------ | ------------------ | ----------- | ----------- | ----------- | ------ | ------ | ------ |
| 2019-2020         | Huracán           | PD                | 3          | 0          | CA+CdL          | 0+10            | 0+1             | CS                 | 1                  | 0                  | CdS         | 1           | 0           | 15     | 1      |        |
| 2021              | Huracán           | PD                | 20         | 1          | CA+CdL          | 1+12            | 0+0             |                    | -                  | -                  |             | -           | -           | 33     | 1      |        |
| 2022              | Huracán           | PD                | 26         | 2          | CA+CdL          | 1+10            | 0+0             |                    | -                  | -                  |             | -           | -           | 37     | 2      |        |
| 2023              | Huracán           | PD                | 26         | 2          | CA+CdL          | 2+0             | 1+0             | CL+CS              | 4+5                | 0+2                |             | -           | -           | 37     | 5      |        |
| Totale Huracan    | Totale Huracan    | Totale Huracan    | 75         | 5          |                 | 36              | 2               |                    | 10                 | 2                  |             | 1           | 0           | 122    | 9      |        |
| 2023-2024         | Olympiacos        | SLE               | 31         | 0          | CG              | 2               | 0               | UEL+UECL           | 8+9                | 0+1                |             | -           | -           | 50     | 1      |        |
| 2024-2025         | Olympiacos        | SLE               | 22         | 0          | CG              | 3               | 0               | UEL                | 7                  | 1                  |             | -           | -           | 32     | 1      |        |
| Totale Olympiacos | Totale Olympiacos | Totale Olympiacos | 53         | 0          |                 | 5               | 0               |                    | 24                 | 2                  |             | -           | -           | 82     | 2      |        |
| Totale carriera   | Totale carriera   | Totale carriera   | 128        | 5          |                 | 41              | 2               |                    | 34                 | 4                  |             | 1           | 0           | 204    | 11     |        |

### Cronologia presenze e reti in nazionale
| Cronologia completa delle presenze e delle reti in nazionale ― Argentina olimpica | Cronologia completa delle presenze e delle reti in nazionale ― Argentina olimpica | Cronologia completa delle presenze e delle reti in nazionale ― Argentina olimpica | Cronologia completa delle presenze e delle reti in nazionale ― Argentina olimpica | Cronologia completa delle presenze e delle reti in nazionale ― Argentina olimpica | Cronologia completa delle presenze e delle reti in nazionale ― Argentina olimpica | Cronologia completa delle presenze e delle reti in nazionale ― Argentina olimpica | Cronologia completa delle presenze e delle reti in nazionale ― Argentina olimpica |
| Data                                                                              | Città                                                                             | In casa                                                                           | Risultato                                                                         | Ospiti                                                                            | Competizione                                                                      | Reti                                                                              | Note                                                                              |
| --------------------------------------------------------------------------------- | --------------------------------------------------------------------------------- | --------------------------------------------------------------------------------- | --------------------------------------------------------------------------------- | --------------------------------------------------------------------------------- | --------------------------------------------------------------------------------- | --------------------------------------------------------------------------------- | --------------------------------------------------------------------------------- |
| 24-7-2024                                                                         | Saint-Etienne                                                                     | Argentina olimpica                                                                | 1 – 2                                                                             | Marocco olimpica                                                                  | Olimpiadi 2024 - 1º turno                                                         | -                                                                                 | 71’                                                                               |
| 27-7-2024                                                                         | Lione                                                                             | Argentina olimpica                                                                | 3 – 1                                                                             | Iraq olimpica                                                                     | Olimpiadi 2024 - 1º turno                                                         | -                                                                                 | 60’                                                                               |
| 30-7-2024                                                                         | Lione                                                                             | Ucraina olimpica                                                                  | 0 – 2                                                                             | Argentina olimpica                                                                | Olimpiadi 2024 - 1º turno                                                         | -                                                                                 | 59’                                                                               |
| Totale                                                                            |                                                                                   | Presenze                                                                          | 3                                                                                 |                                                                                   | Reti                                                                              | 0                                                                                 |                                                                                   |

## Palmarès

### Competizioni nazionali
- Campionato greco: 1

Olympiakos: 2024-2025

### Competizioni internazionali
- UEFA Conference League: 1

Olympiakos: 2023-2024